# Diócesis de Città di Castello
La diócesis de Città di Castello (en latín: Dioecesis Civitatis Castelli o Tifernatensis y en italiano: Diocesi di Città di Castello) es una circunscripción eclesiástica de la Iglesia católica en Italia. Se trata de una diócesis latina, sufragánea del arquidiócesis de Perugia-Città della Pieve. Desde el 7 de mayo de 2022 su obispo es Luciano Paolucci Bedini.

## Territorio y organización

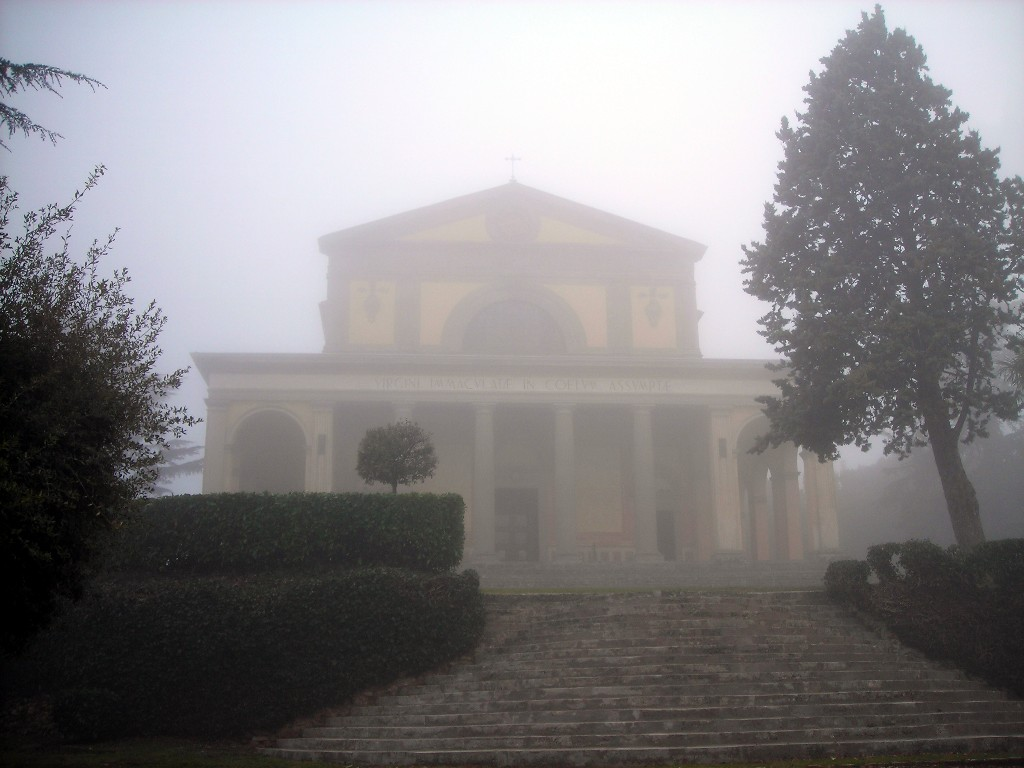
Basílica santuario de la Virgen del Tránsito, en Canoscio

La diócesis tiene 820 km² y extiende su jurisdicción sobre los fieles católicos de rito latino residentes en parte de la provincia de Perugia en la región de Umbría, comprendiendo las comunas de: Città di Castello (incluye el pequeño enclave de Monte Ruperto, rodeado por la región de Marcas), Citerna, Monte Santa Maria Tiberina, Montone, Pietralunga, San Giustino y parte de la comuna de Umbertide.
La sede de la diócesis se encuentra en la ciudad de Città di Castello, en donde se halla la Catedral basílica de los Santos Florido y Amancio. El territorio diocesano es particularmente rico en santuarios y basílicas. Esta es la lista reportada por el sitio web oficial de la diócesis:
- Basílica santuario de la Virgen del Tránsito, en Canoscio (Città di Castello);
- Santuario de Santa María de las Gracias, en Città di Castello;
- Santuario de Santa María de los Remedios, en Pietralunga;
- Santuario de Santa María de Belvedere, en la zona de Belvedere (Città di Castello);
- Santuario de Santa María de Fátima, en la localidad de Renzetti (San Giustino);
- Santuario de Santa María de Petriolo, en la localidad de Petriolo (Citerna).

En 2023 en la diócesis existían 60 parroquias agrupadas desde 2017 en 9 unidades pastorales, y estas en 3 zonas pastorales: Nord, Centro y Sud.

## Historia

### Los orígenes
La evangelización del alto valle del Tíber se atribuye al mártir romano san Crescencio, muerto durante la persecución de Diocleciano en el año 303. El primer obispo históricamente confirmado de Città di Castello fue Eubodio, episcopus Tifernensis, presente en el Sínodo romano convocado por el papa Hilario en 465.
A finales del siglo V y en los primeros años del siglo siguiente, se conocen otros dos obispos de Tifernum Tiberinum, Mario e Innocenzo, que participaron en los sínodos convocados en Roma durante el episcopado del papa Símaco (498-514). En las actas del concilio de 499, Mario firmó los documentos como episcopus ecclesiae Tifernatium. Como la sede de afiliación no está clara, Mario también podría haber sido obispo de Tifernum Metaurense (hoy Sant'Angelo in Vado).
Durante el siglo VI la ciudad se vio envuelta en la guerra godo-griega y sufrió numerosos daños. La reorganización de la diócesis fue confiada al obispo san Florido, consagrado en tiempos del papa Pelagio II (579-590). A su muerte, Florido fue reconocido como santo y patrono. A mediados del siglo VII se conoce al obispo Luminoso, que participó en el Concilio de Letrán de 649 convocado por el papa Martín I para condenar la herejía monotelita. Entre los siglos VII y VIII el territorio diocesano se amplió incorporando los territorios de la suprimida diócesis de Tifernum Metaurense.

### La Edad Media
En 1012 se inició la restauración de la catedral, fundada por san Florido, y se completó en 1023 con la consagración por parte de Tebaldo di Arezzo. Es durante este período cuando se atestigua por primera vez el cabildo catedralicio, compuesto por canónigos regulares, que seguían la regla de San Agustín. En 1143 el cardenal Guido da Città di Castello, canónigo de la catedral, fue elegido papa con el nombre de Celestino II (1143-1144).
La organización del territorio de la diócesis en parroquias está atestiguada también en el siglo XI; en 1126 el papa Honorio II dirigió una bula al obispo Rainerio con la que confirmaba al obispo todas las posesiones dependientes de su jurisdicción. La bula menciona explícitamente 30 pieves y 12 monasterios. Fue significativa la presencia de monasterios masculinos, sobre todo los camaldulenses, el más importante de los cuales estaba en Sansepolcro, y los vallombrosanos (Uselle, San Giacomo alla Scatorbia). Entre los siglos XII y XIII surgieron algunos monasterios femeninos, que posteriormente se fusionaron con la Orden de las Clarisas.
Con el obispo Giovanni II (1206/1207-1226) se inició un período de gran vitalidad, que continuó con los obispos Matteo (1229-1234) y Niccolò (1265-1279). El obispo Giovanni es responsable de establecer la cancillería episcopal. Matteo se dedicó sobre todo a la actividad pastoral. Entre 1230 y 1231 realizó una visita a la diócesis que es una de las más antiguas de las que se conservan documentos, donde se describen minuciosamente las iglesias y el clero oficiante de cada parroquia. Niccolò también hizo dos visitas pastorales y convocó un sínodo. Además, dadas las dimensiones de la diócesis, decidió residir durante algunos periodos del año también en Sansepolcro, donde hizo construir un segundo palacio episcopal.
Durante el siglo XIII surgieron las primeras cofradías laicas, dedicadas sobre todo a actividades caritativas y a la gestión de hospitales. También es significativa la presencia de comunidades de penitentes. En los siglos XIII y XIV se desarrolló el eremitismo rural y el fenómeno del aislamiento voluntario. En 1466 se fundó en Sansepolcro el primer Monte de Piedad de la diócesis.
Hacia finales del siglo XIII, Città di Castello fue puesta en entredicho por haberse negado a pagar el impuesto a la Santa Sede: en mayo de 1279 el capítulo tuvo que elegir al nuevo obispo a una milla de la ciudad. Recién en 1292 se levantó el entredicho. En 1283 estalló un conflicto de jurisdicción entre el abad de Sansepolcro, Zenón, y el obispo de Città di Castello, Giacomo Cavalcanti, que había ido a Sansepolcro para celebrar allí la Pascua, a causa del entredicho que pesaba sobre Città di Castello. El alcalde, Rosso da San Michele, instó a la población a gritar amenazas de muerte contra el obispo y su familia, por lo que Sansepolcro también fue alcanzado por el interdicto del obispo. El abad Zenón, no reconociendo la jurisdicción episcopal, ignoró el entredicho y celebró solemnemente los ritos litúrgicos, incurriendo así en la excomunión episcopal. El conflicto terminó temporalmente cuando Zenón fue sucedido por el abad Bindo. Sin embargo, las reivindicaciones de independencia de los abades de Sansepolcro se reiterarán a lo largo de los siglos XIV y XV.
La primera desmembración del gran territorio diocesano tuvo lugar en la primera mitad del siglo XIV. De hecho, en 1325 buena parte de las iglesias pertenecientes a las parroquias de Rubiano y Falzano fueron agregadas a la nueva diócesis de Cortona.
A partir del año 1356 la catedral fue sometida a nuevas obras de restauración que continuaron durante mucho tiempo. Parte de los edificios fueron terminados a principios del siglo XVI, durante el reinado del obispo Giulio Vitelli (1499-1503).

### La era moderna
Una segunda desmembración del territorio diocesano se produjo el 17 de septiembre de 1520, cuando Città di Castello cedió una parte de su territorio, compuesta por ocho parroquias, en favor de la erección de la diócesis de Sansepolcro, cuyo territorio, a partir de 1441, ya no formaba parte de los Estados Pontificios, sino de la República de Florencia.
En la segunda mitad del siglo XVI, los obispos trabajaron para implementar los decretos de reforma establecidos en el Concilio de Trento. De particular interés es la obra de Costantino Bonelli, obispo desde 1560 hasta 1572; en 1562 fundó el Monte di Pietà de Città di Castello; en 1564 y 1568 convocó dos sínodos diocesanos. En 1571 fundó el seminario episcopal, que sin embargo sólo alcanzó éxito a partir del siglo siguiente. En 1540 se reconsagró la catedral, donde en 1542 se inició la práctica de las Cuarenta Horas. En 1578 el capítulo de canónigos fue secularizado.
En 1636 el territorio diocesano se redujo por tercera vez, con la transferencia de las parroquias del valle del Metauro a las nuevas diócesis, unidas aeque principaliter, de Urbania y Sant'Angelo in Vado.
En la época del obispo Cesare Raccagna se reabrió el seminario episcopal (1638). Posteriormente se amplió el edificio del seminario, que se terminó en 1752. A Giuseppe Maria Sebastiani (1672-1689) debemos una actividad pastoral más intensa con la celebración de tres sínodos diocesanos, la organización de seis visitas pastorales a la diócesis, la promoción de misiones populares, la emisión de decretos para la reforma del clero y de la piedad popular y la publicación de la doctrina cristiana.
En 1758, durante la vacante que siguió a la muerte del papa Benedicto XIV, la población estalló en disturbios contra los Estados Pontificios. En el año siguiente las sentencias de los sediciosos fueron severas, pero el obispo Giovanni Battista Lattanzi supo insistir hasta tal punto que obtuvo indultos cada vez más amplios, hasta llegar a la absolución general, que se celebró en la ciudad junto a su promotor.

### La era contemporánea
La primera mitad del siglo XIX estuvo marcada por los episcopados de Francesco Antonio Mondelli (1814-1825) y Giovanni Muzi (1825-1849), caracterizados por una particular atención a las actividades caritativas y escolares. A Muzi también se le debe la publicación de una de las principales obras de erudición local, las Memorie ecclesiastiche di Città di Castello, en cinco libros, publicados entre 1842 y 1843.
En la segunda mitad del siglo XIX nació y se desarrolló el santuario mariano de Canoscio, fundado por iniciativa del padre Luigi Piccardini, y que pronto adquirió importancia en toda la diócesis e incluso más allá de sus fronteras.
La primera parte del siglo XX estuvo marcada por el episcopado de Carlo Liviero, quien puso en marcha una serie de iniciativas encaminadas a responder a las renovadas necesidades religiosas, culturales y sociales de su tiempo, promoviendo diversas obras sociales y asistenciales y favoreciendo la participación de los laicos en la vida social y política. Entre otras, sus iniciativas fueron la fundación del semanario "Voce del popolo", la imprenta episcopal, el cine Sant'Egidio, la institución de una escuela primaria episcopal y la fundación de la congregación religiosa de las Pequeñas Ancellas del Sagrado Corazón. El 27 de mayo de 2007 fue beatificado Liviero y su memoria litúrgica fue fijada para el 30 de mayo.
En el período postconciliar, la diócesis vivió un momento de crisis institucional. De hecho, a un período de sede vacante que duró seis años (1966-1972) fue seguido por nueve años en los que las diócesis de Città di Castello y Gubbio estuvieron unidas in persona episcopi con el obispo Cesare Pagani (1972-1981). Además, el debate se acaloró en el ámbito de la reforma de las diócesis italianas, que, entre las diversas opciones, incluía la posibilidad de la reunificación de las diócesis de Città di Castello y Sansepolcro, opción que no fue tomada en consideración debido a la división del territorio de las dos diócesis entre dos regiones civiles distintas, Umbría y Toscana.
El 15 de agosto de 1972 la diócesis, hasta entonces inmediatamente sujeta a la Santa Sede, pasó a formar parte de la provincia eclesiástica de la arquidiócesis de Perugia.
En este mismo período el territorio diocesano fue alineado con los confines de Umbría. En 1962 la parroquia de Santa Maria alla Rassinata pasó a la diócesis de Arezzo. En 1984 ocho parroquias de la comuna de Apecchio pasaron a la diócesis de Cagli, mientras que la parroquia de Sant'Andrea di Sorbello en la comuna de Cortona fue cedida a la diócesis de Cortona.
En las últimas décadas se ha producido una reorganización total del territorio diocesano. En 1986 el obispo Carlo Urru redujo el número de parroquias de las 150 anteriores a 60 dentro de las 3 zonas pastorales. En 2011, Domenico Cancian organizó estas parroquias en 11 unidades pastorales, reducidas a 9 a partir de 2017.
Desde el 7 de mayo de 2022 está nuevamente unida in persona episcopi a la diócesis de Gubbio, aunque anteriormente tanto el consejo presbiteral como el consejo diocesano para las agregaciones laicas se habían expresado a favor de recomponer la unidad eclesial del Alto Tíber.

## Estadísticas
Según el Anuario Pontificio 2024 la diócesis tenía a fines de 2023 un total de 61 900 fieles bautizados.
| Año                                                                             | Población            | Población | Población      | Sacerdotes | Sacerdotes    | Sacerdotes    | Bautizados por sacerdote | Diáconos permanentes | Religiosos | Religiosos | Parroquias |
| Año                                                                             | Bautizados católicos | Total     | % de católicos | Total      | Clero secular | Clero regular | Bautizados por sacerdote | Diáconos permanentes | Varones    | Mujeres    | Parroquias |
| ------------------------------------------------------------------------------- | -------------------- | --------- | -------------- | ---------- | ------------- | ------------- | ------------------------ | -------------------- | ---------- | ---------- | ---------- |
| 1950                                                                            | 66 618               | 66 710    | 99.9           | 130        | 120           | 10            | 512                      |                      | 11         | 249        | 156        |
| 1970                                                                            | 63 640               | 63 730    | 99.9           | 111        | 102           | 9             | 573                      |                      | 9          | 251        | 156        |
| 1980                                                                            | 59 713               | 60 075    | 99.4           | 94         | 85            | 9             | 635                      |                      | 9          | 225        | 158        |
| 1990                                                                            | 58 695               | 58 745    | 99.9           | 76         | 69            | 7             | 772                      | 4                    | 9          | 208        | 60         |
| 1999                                                                            | 58 700               | 59 472    | 98.7           | 73         | 59            | 14            | 804                      | 8                    | 14         | 188        | 60         |
| 2000                                                                            | 58 700               | 59 472    | 98.7           | 75         | 62            | 13            | 782                      | 10                   | 13         | 185        | 60         |
| 2001                                                                            | 58 710               | 59 463    | 98.7           | 74         | 61            | 13            | 793                      | 10                   | 16         | 178        | 60         |
| 2002                                                                            | 58 720               | 59 472    | 98.7           | 79         | 66            | 13            | 743                      | 10                   | 16         | 170        | 60         |
| 2003                                                                            | 58 830               | 60 356    | 97.5           | 77         | 64            | 13            | 764                      | 10                   | 14         | 165        | 60         |
| 2004                                                                            | 58 840               | 60 370    | 97.5           | 75         | 64            | 11            | 784                      | 10                   | 13         | 160        | 60         |
| 2006                                                                            | 58 900               | 60 060    | 98.1           | 71         | 60            | 11            | 829                      | 9                    | 11         | 131        | 60         |
| 2007                                                                            | 61 483               | 62 683    | 98.0           | 73         | 58            | 15            | 858                      | 11                   | 18         | 126        | 60         |
| 2013                                                                            | 62 600               | 64 200    | 97.5           | 65         | 50            | 15            | 963                      | 11                   | 18         | 134        | 60         |
| 2016                                                                            | 62 800               | 64 800    | 96.9           | 60         | 49            | 11            | 1046                     | 17                   | 13         | 134        | 60         |
| 2019                                                                            | 62 500               | 64 700    | 96.6           | 52         | 45            | 7             | 1201                     | 21                   | 7          | 131        | 60         |
| 2021                                                                            | 62 470               | 64 700    | 96.6           | 53         | 46            | 7             | 1178                     | 19                   | 8          | 131        | 60         |
| 2023                                                                            | 61 900               | 64 500    | 96.0           | 44         | 36            | 8             | 1406                     | 18                   | 9          | 121        | 60         |
| Fuente: Catholic-Hierarchy, que a su vez toma los datos del Anuario Pontificio. |                      |           |                |            |               |               |                          |                      |            |            |            |

## Episcopologio
- Eubodio † (mencionado en 465)[17]
- Mario? † (mencionado en 499)[nota 3]
- Innocenzo † (antes de 501-después de 502)[18]
- San Florido † (circa 579/590-antes de mayo de 599 falleció)[nota 4]
- Luminoso † (mencionado en 649)
- Alberto? (?-711 falleció)[nota 5]
- Teodoro † (mencionado en 714 o 715)
- Taciperto † (mencionado en 752)
- Bonifacio † (mencionado en 761)
- Leone † (mencionado en 769)
- Stabile † (mencionado en 826)
- Roderico † (antes de 853-después de 861)
- Rainaldo † (mencionado en 875)[19]
- Marino † (mencionado en 877)
- Pietro I † (mencionado en 900 circa)[nota 6]
- Ingizo † (antes de 967-después de 998)[20]
- Pietro II † (antes de 1015-después de julio de 1048)[nota 7]
- Ermanno † (antes de mayo de 1050-después de 1059)
- Fulcone † (mencionado en 1068)
- Tebaldo † (2 de octubre de 1071-4 de noviembre de 1101 falleció)
- Rodolfo I † (1102-28 de septiembre circa 1105 falleció)
- Giovanni I † (antes de abril de 1106[nota 8]-12 de septiembre circa 1124[nota 9] falleció)
- Rainerio I † (circa 1124-15 de junio circa 1129[nota 10] falleció)
- Guido † (antes de junio de 1135-14 de mayo de 1137 falleció)
- Davizzo (Davitius) † (circa 1137/1138-8 de abril circa 1146[nota 11] falleció)
- Ubaldo? † (mencionado en 1150)[nota 12]
- Pietro III (antes de octubre de 1153-28 de julio de 1178 falleció)[nota 13]
  - Corbello † (mencionado en 1163) (ilegítimo)[21]
- Tedelmanno † (mencionado en diciembre de 1152 o 1167)[nota 14]
- Rainerio II † (antes de diciembre de 1178[nota 15]-7 de junio de 1204 falleció)
- Rolando † (mencionado en enero de 1206)[nota 16]
- Giovanni II † (antes de febrero de 1207-después del 10 de octubre de 1226 falleció)
- Cortosonno † (antes del 29 de enero de 1227-después de junio de 1228 falleció)
- Matteo † (antes de agosto de 1229-1234 falleció)
- Azzone † (antes de noviembre de 1234-después de abril de 1251 falleció)
- Pietro IV † (29 de julio de 1252-antes del 14 de marzo[nota 17] de 1264 falleció)
- Niccolò, O.Praem. † (25 de agosto de 1265-antes del 5 de marzo de 1279 falleció)
- Giacomo Cavalcanti † (7 de mayo de 1280-octubre de 1301 falleció)
- Ugolino Gualterotti † (6 de noviembre de 1301-después del 17 de mayo de 1319 falleció)
- Ugolino della Branca, O.S.B. † (16 de marzo de 1320-circa de febrero de 1346 falleció)
  - Orlando Albizzini † (1328-8 de enero de 1329 nombrado obispo de Volterra) (antiobispo)
- Pietro Riccardi (Pierre Richard) † (19 de febrero de 1347-después de marzo de 1357 falleció)
- Beato Buccio Bonori † (4 de mayo de 1358-26 de agosto de 1374 falleció)
- Niccolò Marciari † (4 de diciembre de 1374-1379 nombrado obispo de Orvieto)
- Ettore Orsini † (antes del 7 de octubre de 1379-17 de julio de 1387 falleció)
- Bandello Bandelli † (16 de septiembre de 1387-14 de mayo de 1407 nombrado obispo de Rímini)
- Giovanni del Pozzo † (3 de junio de 1407-9 de agosto de 1409 depuesto)
- Bernardo Bartolomei, O.S.M. † (9 de agosto de 1409-noviembre de 1423 falleció)
- Sirobaldo degli Ubaldi † (10 de enero de 1424-1441 depuesto)
- Rodolfo, O.E.S.A. † (8 de marzo de 1441-9 de junio de 1460 falleció)
- Giovanni Gianderoni, O.S.A. † (15 de julio de 1460-15 de julio de 1474 nombrado obispo de Massa Marittima y Populonia)
- Bartolomeo Maraschi † (15 de julio de 1474-septiembre de 1487 falleció)
- Giovanni Battista Lagni † (24 de septiembre de 1487-18 de enero de 1493 nombrado arzobispo de Rossano)
- Nicola Ippoliti † (18 de enero de 1493-10 de enero de 1498 nombrado obispo de Ariano)
- Ventura Bufalini † (10 de enero de 1498-17 de abril de 1499 nombrado obispo de Terni)
- Giulio Vitelli † (17 de abril de 1499-4 de agosto de 1503 depuesto)
- Antonio Maria Ciocchi del Monte † (4 de agosto de 1503-6 de febrero de 1506 nombrado obispo de Manfredonia)
- Achille Grassi † (14 de febrero de 1506-1515 renunció)[nota 18]
- Baldassarre Grassi † (1515-17 de febrero de 1534 renunció)
  - Marino Grimani † (19 de abril de 1534-4 de marzo de 1539 renunció) (administrador apostólico)
- Alessandro Stefano Filodori, O.P. † (5 de marzo de 1539-1554 renunció)
- Vitellozzo Vitelli † (20 de marzo de 1554-7 de febrero de 1560 renunció)
- Costantino Bonelli † (7 de febrero de 1560-4 de abril de 1572 falleció)
- Antimo Marchesani † (2 de junio de 1572-27 de octubre de 1581 falleció)
- Ludovico Bentivoglio † (26 de noviembre de 1581-19 de septiembre de 1602 falleció)
- Valeriano Muti † (15 de noviembre de 1602-19 de marzo de 1610 falleció)
- Luca Semproni † (26 de abril de 1610-15 de enero de 1616 falleció)
- Evangelista Tornioli, O.S.B.Oliv. † (23 de marzo de 1616-27 de noviembre de 1630 falleció)
- Cesare Raccagna † (5 de julio de 1632-24 de diciembre de 1646 falleció)
- Francesco Boccapaduli † (6 de mayo de 1647-1 de octubre de 1672 renunció)
- Giuseppe Maria Sebastiani, O.C.D. † (3 de octubre de 1672-15 de octubre de 1689 falleció)
- Giuseppe Musotti † (17 de abril de 1690-agosto de 1692 renunció)
- Luca Antonio Eustachi † (9 de marzo de 1693-4 de noviembre de 1715 falleció)
- Alessandro Francesco Codebò † (8 de junio de 1716-30 de abril de 1733 falleció)
- Ottavio Gasparini † (20 de enero de 1734-12 de septiembre de 1749 falleció)
- Giovanni Battista Lattanzi † (23 de febrero de 1750-23 de febrero de 1782 renunció)
- Pietro Boscarini † (23 de septiembre de 1782-9 de septiembre de 1801 falleció)
- Paolo Bartoli † (23 de diciembre de 1801-19 de enero de 1810 falleció)
  - Sede vacante (1810-1814)
- Francesco Antonio Mondelli † (26 de septiembre de 1814-2 de marzo de 1825 falleció)
- Giovanni Muzi † (19 de diciembre de 1825-30 de noviembre de 1849 falleció)
- Letterio Turchi † (20 de mayo de 1850-8 de noviembre de 1861 falleció)
  - Sede vacante (1861-1863)
- Paolo Micallef, O.E.S.A. † (21 de diciembre de 1863-27 de octubre de 1871 nombrado arzobispo de Pisa)
- Giuseppe Moreschi † (24 de noviembre de 1871-9 de noviembre de 1887 falleció)
- Domenico Fegatelli † (1 de junio de 1888-1 de junio de 1891 nombrado obispo de Rímini)
- Dario Mattei Gentili † (1 de junio de 1891-29 de noviembre de 1895 nombrado arzobispo de Perugia)
- Aristide Golfieri † (29 de noviembre de 1895-1 de mayo de 1909 falleció)
  - Giustino Sanchini † (12 de julio de 1909-?[nota 19]) (obispo electo)
- Beato Carlo Liviero † (8 de enero de 1910-7 de julio de 1932 falleció)[nota 20]
- Maurizio Francesco Crotti, O.F.M.Cap. † (20 de marzo de 1933-25 de julio de 1934 falleció)
- Filippo Maria Cipriani † (29 de septiembre de 1934-8 de octubre de 1956 falleció)
- Luigi Cicuttini † (30 de noviembre de 1956-7 de septiembre de 1966 renunció[nota 21])
  - Sede vacante (1966-1972)[nota 22]
- Cesare Pagani † (22 de enero de 1972-21 de noviembre de 1981 nombrado arzobispo de Perugia y obispo de Città della Pieve)
- Carlo Urru † (21 de abril de 1982-7 de febrero de 1991 retirado)
- Pellegrino Tomaso Ronchi, O.F.M.Cap. † (7 de febrero de 1991-16 de junio de 2007 retirado)
- Domenico Cancian, F.A.M. (16 de junio de 2007-7 de mayo de 2022 retirado)
- Luciano Paolucci Bedini, desde el 7 de mayo de 2022